# Коппола, Луиджи
Луиджи Коппола (итал. Luigi Coppola; 1832 — 27 ноября 1881) — итальянский журналист, юморист, поэт.
По профессии государственный служащий, к концу жизни начальник отдела в министерстве сельского хозяйства и торговли Италии.
В 1854 г. основал неаполитанский юмористический журнал Verità e Bugie (с итал. — «Правда и ложь»), в котором сам был основным сотрудником. Для двухтомника «Нравы и обычаи Неаполя и окрестностей» (итал. Usi e costumi di Napoli e contorni; 1853, 1866) под редакцией Франческо де Буркарда написал ряд очерков. Во второй половине 1850-х гг. сотрудничал как театральный рецензент с флорентийским юмористическим журналом La Lente. Общеитальянскую известность приобрёл театральными рецензиями 1870-х гг., публиковавшимися в журнале Il Fanfulla под псевдонимом Il Pompiere (с итал. — «Пожарник»). Написал также два фарса для сцены с использованием неаполитанского диалекта, «Холодная ванна» (итал. Il Bagno freddo) и «Приглашение на обед» (итал. L'Invito a pranzo), с успехом шедшие на сцене. «В его бичевании не было злости, в его эпиграмме не было желчи», — отмечалось в некрологе итальянской Ассоциации периодической печати.